# Frente Popular para la Liberación de Libia
El Frente Popular para la Liberación de Libia (FPLL) (en árabe: الجبهة الشعبية لتحرير ليبيا, transliterado: Ŷabha Aš-Šaʿbiyya li-Taḥrīr Lībiyā) es una milicia y partido político gaddafista creado el 26 de diciembre de 2016, aunque activo desde 2011. En el contexto de la inestabilidad política que Libia ha estado sufriendo en los últimos años, el Frente Popular para la Liberación de Libia ha funcionado tanto como partido político como Milicia, iniciando sus actividades políticas en 2017. En 2018 representantes del hijo de Muamar el Gadafi, Saif al Islam Gadafi, aseguraron que tenía interés por presentarse a las elecciones generales de Libia de 2019.
En octubre de 2017, el FPLL fue derrotado contra las Brigadas Revolucionarias de Trípoli, que llevó al arresto al líder militar Al-Mabrouk Ehnish en octubre de 2017. En la guerra civil, el FPLL se encuentra en el bando de la Cámara de Representantes. Sus objetivos, según el grupo, son unificar Libia, sacar al Estado Islámico de Libia, y liberar a Libia de las milicias que un inicio estuvieron involucradas en la revolución de 2011. Sobre sus objetivos, la declaración de fundación del partido asegura:

Nosotros anunciamos la creación del trabajo organizado popular, en el hogar y en el extranjero, el Frente Popular para la Liberación de Libia, un marco de referencia de lucha que combina a todos los activistas libios para liberar el país del control de organizaciones terroristas (...) y están enlazados por agentes del extranjero, y  la manipulación de milicias (...), y para trabajar en un estado estado soberano y mantener su independencia, la seguridad y el prestigio por instituciones legítimas. Es un estado cuyos ciudadanos están ligados con la unión de la ciudadanía, respeto a las diferencias (...) y el mantenimiento de derechos y deberes. Es el estado de ley donde solamente las personas libias tienen el derecho de escoger su sistema político libremente y construir una economía moderna avanzada que depende de su propio potencial por medio de desarrollar sus recursos naturales, materiales y humanos por un plan de desarrollo comprensivo que sobrepasa la realidad miserable de abrir prospectos y esperanzas para una economía próspera que logre la felicidad y la prosperidad de nuestro gran pueblo.
Declaración de fundación del Frente Popular para la liberación de Libia.

Saif al Islam Gadafi hace toda su campaña política en Túnez. Gran parte de la actividad política de Gadafi también ha sido tomada por representantes, lo que hizo dudar en un principio a las personas sobre si la candidatura verdaderamente venía de Gaddafi. Por ejemplo, han sido portavoces los que han realizado reformas en su programa de gobierno.
Otro de los problemas del frente es que algunas milicias consideran aceptable su candidatura. Mientras otras han acusado de imperdonables los crímenes de lesa humanidad cometidas por el hijo del exjefe de Estado libio. Lo que ha llevado a mucha controversia legal sobre si sería posible su candidatura. La resolución sería difícil debido a la gran división gubernamental que experimenta en la actualidad el país.  Otro motivo de controversia son las acusaciones de vínculos con diversos ataques hacia zonas controladas por enemigos del frente.
En general, se podría decir que el Frente Popular para la Liberación de Libia ha funcionado como guerrilla pequeña en el contexto específico de la guerra que experimenta el país, y al mismo tiempo ha, desde 2017, supuestamente buscado soluciones democráticas y mediante la vía electoral, lo que no evitaba que varios bandos enemigos terminaran intentando rechazar su candidatura. El Frente asegura tener fuerte apoyo por parte de tribus pro-gaddafistas, y en contraste ha sido acusado de usar el apoyo latente que aun existe en muchas comunidades hacia el gobierno de su padre. A pesar de todas estas controversias, el Frente no ha tenido problemas en presentarse a las elecciones en 2019. Un contexto parecido a lo que sucedió con el FSLN y el FMLN respectivamente después de la revolución sandinista y los acuerdos de paz, donde el FSLN y el FMLN terminarían convirtiéndose en partidos políticos. La diferencia sería que el FPLL seguiría funcionando como guerrilla.